# Stephen Moyer
Pour les articles homonymes, voir Moyer.
Stephen Moyer, de son vrai nom Stephen John Emery, est un acteur britannique  né le 11 octobre 1969 à Brentwood, dans l'Essex, au Royaume-Uni.

## Biographie

### Parcours
Il a notamment joué le personnage de Kazik dans le film 1943 l'ultime révolte. 

### Vie privée
Il a deux enfants : un garçon prénommé Billy, né en 2000, et une fille Lilac, née en 2002.

Il vit avec Anna Paquin, sa partenaire dans la série True Blood. Ils se sont mariés le 21 août 2010. En avril 2012, ils annoncent attendre des jumeaux pour l'automne, dont elle a accouché le 11 septembre 2012, un garçon et une fille du nom de Charlie et Poppy.

## Filmographie

### Cinéma
- 1997 : Prince Vaillant : Prince Vaillant
- 1998 : Comic Act : ?
- 2001 : Quills, la plume et le sang : Prouix
- 2001 : Le Royaume des voleurs : Prince Phillip
- 2005 : Deadlines : Alex Randal
- 2007 : 88 Minutes : Guy LaForge
- 2008 : Soumission : Andrew
- 2011 : The Caller : John Guidi
- 2011 : Priest : Owen Pace
- 2011 : Secret Identity : Brutus
- 2012 : The Forest : Richard Vineyard
- 2013 : Evidence : Détective Reese
- 2013 : Les Trois Crimes de West Memphis (Devil's Knot) : John Fogelman
- 2015 : Seul contre tous : Ron Hamilton
- 2016 : Detour : Vincent
- 2017 : The Hatton Garden Job : Marcus Ford
- 2018 :  Juveniles : Ben
- 2021 : After : Chapitre 3 : Christian Vance
- 2021 : After : Chapitre 4 : Christian Vance
- 2022 : 	Last Survivors : Troy
- 2023 : After : Chapitre 5 : Christian Vance

### Télévision

#### Séries télévisées
- 1995 : Cadfael : Godwin  (Saison 2 - Épisode 3)
- 1998 : Ultraviolet : Jack Beresford  (Saison 1 - Épisode 1)
- 1998 : L'Immortelle : Jeremy Dexter  (Saison 1 - Épisode 18)
- 1998 : Inspecteur Barnaby : Christopher Wainwright  (Saison 1 - Épisode 4)
- 1999 : Cold Feet : Amours et petits bonheurs : Nick  (Saison 2 - Épisode 5)
- 2005 : Meurtres en sommeil (Waking the Dead) : Steven Hunt  (Saison 5 - Épisodes 9 et 10)
- 2007 : Starter Wife : Sam
- 2008-2014 : True Blood : Bill Compton (81 épisodes)
- 2015 : The Bastard Executionner
- 2017-2019 : The Gifted : Reed Strucker (29 épisodes)
- 2024 : Elsbeth : Alex Modarian (Saison 1 - Épisode 1)
- 2024 : Sexy Beast

#### Téléfilms
- 2001 : Le Royaume des voleurs : Prince Philip
- 2002 : 1943, l'ultime révolte : Kasik Rodem
- 2011 : 2020 : Le Jour de glace : Simon Peterson
- 2013 : The Sound of Music Live! (en) : Captain Georg von Trapp
- 2015 : Killing Jesus (en) : Pontius Pilate

## Voix francophones
En France, Damien Boisseau est la voix régulière de Stephen Moyer.
En France
| - Damien Boisseau dans : - Quills, la plume et le sang - 1943, l'ultime révolte - Starter Wife (série télévisée) - True Blood (série télévisée) - Priest - 2020 : Le Jour de glace (téléfilm) - Killing Jesus (en) (téléfilm) - True Blood, le documentaire (documentaire) - Last Survivors (en) - Sexy Beast (en) (série télévisée) | - Guillaume Lebon dans : - Seul contre tous - The Gifted (série télévisée) Et aussi - Patrick Mancini dans Prince Vaillant - Pierre-François Pistorio dans Le Royaume des voleurs (téléfilm) - Pierre Tessier dans : Detour - Jérôme Keen dans Saturne V, planète interdite - Stéphane Roux dans After : Chapitre 5 - Alexis Victor dans Elsbeth (série télévisée) |